# Флаг Тейково
Флаг Те́йково — официальный символ городского округа Тейково Ивановской области Российской Федерации.
Ныне действующий флаг утверждён 25 сентября 2009 года и внесён в Государственный геральдический регистр Российской Федерации с присвоением регистрационного номера 5742.

## Описание
Первый флаг города был утверждён 29 сентября 2006 года решением муниципального горсовета городского округа Тейково № 139, описание флага гласило:

Флаг городского округа Тейково представляет собой прямоугольное полотнище с отношением ширины к длине 1:2, разделённое на две ровные части: синюю и красную. В синей части — серебряный челнок. В красной части — два скрещённых золотых меча. В нижней части — два узких серебряных волнистых пояса.

25 сентября 2009 года, решением муниципального городского Совета городского округ Тейково № 109, в описание и рисунок флаг были внесены изменения:

Флаг городского округа Тейково представляет собой прямоугольное полотнище с отношением ширины к длине 2:3, состоящее из двух равновеликих вертикальных полос — голубой и красной, и несущее следующие изображения: на фоне обеих вертикальных полос — две горизонтальные белые узкие полосы, ограниченные волнистыми линиями (габаритной шириной в соотношении со свободными от них частями полотнища по его вертикальной оси: 67:7:1:7:8); на голубом фоне — белый стилизованный ткацкий челнок; на красном — скрещённые жёлтые мечи.

## Обоснование символики
Основными фигурами флага являются белый (серебряный) ткацкий челнок в знак того, что село Тейково издавна славилось прядильно-ткацким и набойным производством, основанным в середине XVIII века, и два жёлтых (золотых) перекрещённых меча в знак того, что в годы Великой Отечественной войны город стал центром формирования и обучения воздушно-десантных, артиллерийских, стрелковых и авиационных подразделений и частей, а в современном городе Тейково дислоцируются воинские части.
Синий цвет — символ возвышенности устремлений мышления, искренности и добродетели тейковчан.
Красный цвет — символ мужества самоотверженности, геройства, храбрости, справедливой борьбы наших воинов.
Белый цвет (серебро) — символ чистоты, мудрости, благородства, мира.
Жёлтый цвет (золото) — символ высшей ценности, величия, прочности, силы, великодушия, рассвета.
В нижней части флага аллегорически показаны волны рек Пежа и Вязьма, протекающих в городском округе, это одна из главных природных ценностей жителей городского округа.
Флаг разработан на основе герба, утверждённого решением муниципального городского Совета городского округ Тейково от 29.09.2006 № 139, обоснование символики которого гласило:

Основными фигурами герба являются серебряный ткацкий челнок в знак того, что село Тейково издавна славилось прядильно-ткацким и набойным производством, основанным в середине XVIII века, и два золотых перекрещённых меча в знак того, что в городе Тейково дислоцируется ракетное соединение.